# British Golf Museum
Le British Golf Museum est situé dans la ville de St Andrews, dans le Fife, en Écosse, qui est la maison du Royal and Ancient Golf Club of St Andrews, et est connu familièrement comme la « Source du golf ».
Ouvert en 1990, le musée explique l'histoire chronologique du golf du Moyen Âge jusqu'à aujourd'hui. Il couvre aussi bien le golf professionnel que l'amateur, le masculin que le féminin.